# Јован Јовановић (политичар)
Јован Јовановић (Београд, 10. јун 1970) српски је политичар и дипломата. У Народној скупштини Србије је од 2016. године, првобитно у реформистичком удружењу Доста је — Рестарт, а касније у Грађанској платформи. Јовановић је раније био амбасадор Србије у Индонезији и још неколико земаља југоисточне Азије.

## Детињство, младост и каријера
Јовановић је дипломирао на Факултету политичких наука Универзитета у Београду и магистрирао јавне и међународне послове на Високој школи јавних и међународних послова Универзитета у Питсбургу. Био је стипендиста Едварда Мејсона и међународни студент Харвардске школе Харвард Кенеди, where he also received a Masters of Public Administration, где је такође магистрирао јавну администрацију, а активан је у бројним медијским, академским и административним пројектима од 2000. године.
Јовановић је био саветник за спољну политику у кабинету потпредседника Владе Србије од 2004. до 2006. године, радећи са министрима Мирољубом Лабусом и Иваном Дулић-Марковић. Године 2010. био је специјални помоћник Дина Петија Ђалала, гласноговорника индонежанског председника Сусила Бамбанга Јудојона. Од 2012. до 2014. Јовановић је био амбасадор Србије у Индонезији, а био је и нерезидентни амбасадор у Тајланду, Камбоџи, Сингапуру, Малезији, Филипинима, Вијетнаму, Брунеју, Источном Тимору и Асоцијацији нација југоисточне Азије (АНЈА).

## Политичка каријера
Јовановић је заузео седамнаесту позицију на изборној листи Доста је — Рестарт на парламентарним изборима у Србији 2016. Листа је освојила шеснаест мандата, а он је за длаку пропустио директне изборе. Могао је да уђе у скупштину 11. августа 2016. након оставке Светлане Козић, изабраног члана даље на листи. У почетку је био опозиционар у посланичкој групи коју је предводио Саша Радуловић.
У фебруару 2017. Јовановић и двојица његових посланичких колега напустили су групу Доста је — Рестарт и основали нову организацију, под називом Грађанска платформа. Нова група подржала је кандидатуру Саше Јанковића за председника Србије на председничким изборима 2017. године. У мају 2017. три члана ове групе удружила су се са двојицом посланика Нове странке како би покренули нови посланички клуб познат као Независни клуб посланика. Приликом формирања скупштинске групе најавили су да ће се руководство ротирати међу члановима. Јовановић је био први вођа групе у скупштини.
Јовановић је 2019. године номинован за стипендију Т. Вашингтон на Универзитету у Вашингтону.
Члан је посланичких група пријатељства Србије са Индонезијом, Пољском, Шпанијом и Сједињеним Америчким Државама.
Заједно са неколико других опозиционих странака, Грађанска платформа бојкотовала је парламентарне изборе у Србији 2020. године, а на општим изборима 2022. учествоваће у склопу коалиције Уједињена Србија.
Од 2022. године је члан покрета Србија центар.